# 티발트 1세

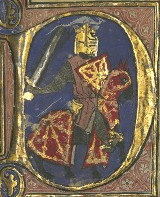
티발트 1세

티발트 1세 아 나파로아코아(바스크어: Tibalt I.a Nafarroakoa) 혹은 티보 4세 드 샹파뉴(프랑스어: Thibaut IV de Champagne)는 샹파뉴 백작이자 나바라 왕국의 왕이다. 음유시인왕(바스크어: Trobalaria)으로도 불렸다.
티발트는 태어날 적부터 나바라왕이 되기 전까지는 티보로 불렸다. 티보는 부친 티보 3세 드 샹파뉴 백작과 모친 수리아 나파로아코 왕녀 사이에 태어났다. 티보가 태어나기 며칠 전 부친 티보 3세는 20대 초반의 나이로 요절하였고 티보는 유복자로서 샹파뉴 백작위에 올라 티보 4세로 불리고 모친 상파뉴 백작 부인 수리아가 섭정을 맡았다.